# Cuítiva
Cuítiva es un municipio colombiano ubicado en la provincia de Sugamuxi en el departamento de Boyacá. Es una de las tres poblaciones que se encuentra bordeando la Laguna de Tota. Está situado a unos 85 kilómetros al oriente de la ciudad de Tunja.
El municipio limita por el norte con Iza, por el oriente con Sogamoso, por el occidente con Aquitania y por el sur con el municipio de Tota.
La capilla doctrinera del municipio, construida en el siglo XVII es un Monumento Histórico Nacional.

## Toponimia

### Origen lingüístico[4]
- Familia lingüística: Chibcha
- Lengua: Muysccubun

### Significado
Cuítiva puede significar “La tierra de la Esposa del Capitán”. Otra aproximación puede ser "Capitanía". Cuítiva posiblemente pertenece a la lengua general Muisca y presenta los vocablos cui-kui "oficial", cu-ku "semejanza", tiva "soberano, jefe civil, ti "canto, alegría", ba-fa "afuera".

### Origen / Motivación
Cuítiva expresa el nombramiento oficial de quién regía los destinos del pueblo original de estas tierras. El pueblo Muysca se originó por cacicazgos, y el cacique Cuítiva es complemento de este sentido de lo propio y de las jerarquías que rindieron tributo al cacique Sugamuxi.

## Geografía

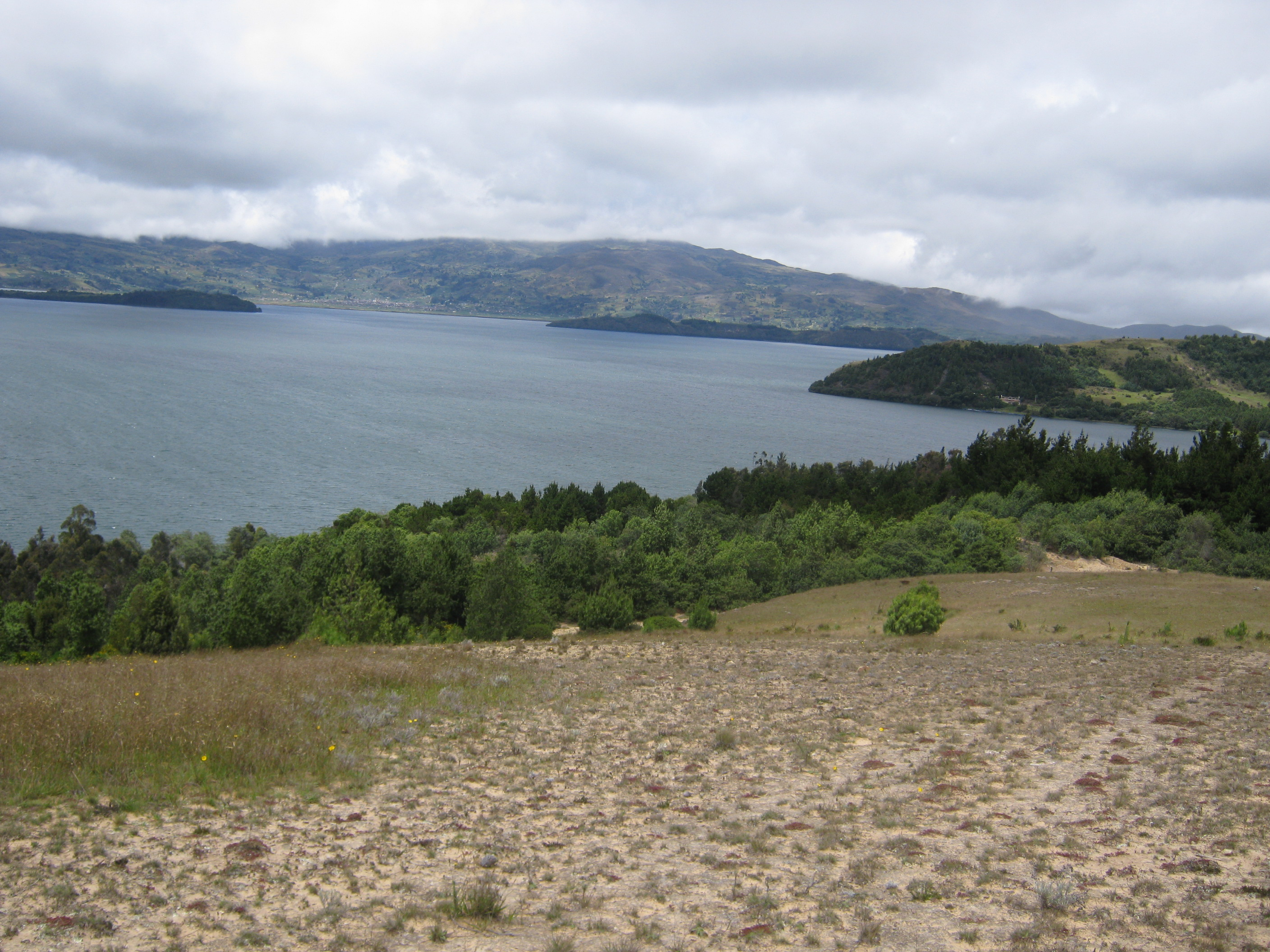
Las islas Santo Domingo y Santa Helena, Cuítiva.

El municipio cuenta con once veredas, el casco urbano y dos territorios insulares en el Lago de Tota. Las aguas territoriales del municipio son limitadas al sur con el municipio de Tota y al oriente con el municipio de Aquitania.
Veredas interiores
- La Vega
- Macías
- Lagunita
- Caracoles
- Tapias
- Cordoncillos

Veredas costeras
- Arbolocos
- Boquerón donde se encuentra la ensenada del Boquerón
- Balcones
- Amarillos
- Buireros donde se encuentra el golfo de Alarcón

Territorios insulares
- Santa Helena
- Santo Domingo

## Economía

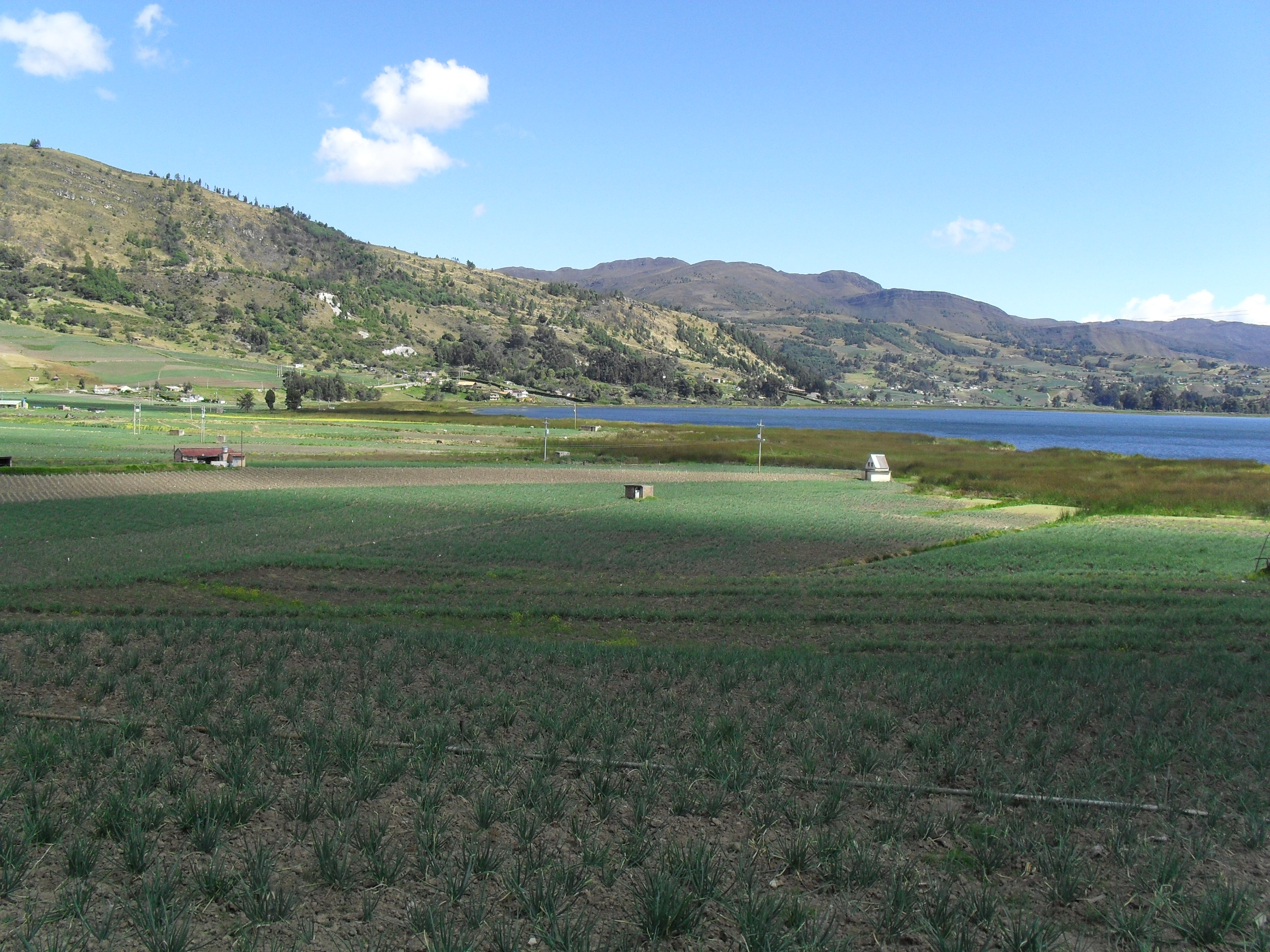
Vereda Buireros y los Llanos de Alarcón.

Los principales factores de ingreso económico de Cuítiva son la agricultura y la ganadería. Debido a su ubicación al lado de la laguna de Tota, el turismo también es un sector importante de la economía del municipio.

## Política
En 2019 se destacó al estar entre los 10 municipios con menor abstencionismo electoral, quedando en el séptimo lugar para la elección de concejales municipales con una participación del 88,16% de los potenciales sufragantes en los comicios.